# 31 Arietis
Désignations
31 Arietis (en abrégé 31 Ari) est une étoile binaire de la constellation du Bélier. 31 Arietis est sa désignation de Flamsteed. La paire a une magnitude apparente combinée de 5,75, ce qui est juste assez brillant pour être visible à l'œil nu. Sur la base d'un décalage annuel de la parallaxe de 28,79 mas, le système est distance d'environ 133 années-lumière (35 parsecs de la Terre. Il se situe près de l'écliptique, et il est donc sujet à des occultations par la Lune.
Les deux composantes du système orbitent l'un autour de l'autre selon une période de 3,80 ans et avec une excentricité de 0,017. Ce sont toutes deux des étoiles jaune-blanc de la séquence principale de type spectral F7 V. La masse dynamique du système est de 3.36 ± 0.04 M☉.